# Luebo (territoire)
Pour les articles homonymes, voir Lwebo (homonymie).
Le territoire de Luebo (aussi écrit Lwebo) est une entité déconcentrée de la province du Kasaï en république démocratique du Congo.

## Géographie
Le territoire s'étend au centre-est de la province du Kasaï.

## Histoire
Avant la réforme administrative de 2015, il fait partie du district du Kasaï.
Lwebo est une ville relativement riche en histoire. En effet, déjà entre 1908 et 1909, c'est de Lwebo que se pilotait les dénonciations des abus des droits humains par le pasteur presbytérien William Morrison.
Une thèse de l'université de Lyon écrit ceci :"Dans le Kasaï, le mouvement de protestation contre les abus de l’État léopoldien est animé, à partir de Lwebo, par le pasteur William Morrison, supérieur de la Southern Presbyterian Congo Mission et son collaborateur, le pasteur noir américain William Sheppard. Ils sont tous deux proches de la « Congo Reform Association » de Morel[réf. nécessaire].
Comme beaucoup d’autres Églises protestantes travaillant au Congo, par crainte de la répression de l’État léopoldien, l’Église presbytérienne du Sud maintient officiellement une politique de non-implication dans les affaires politiques. Elle demande à son personnel de ne se concentrer que sur la proclamation de l’Évangile, l’épanouissement de la vie spirituelle et la construction d’une l’Église congolaise. Le contact direct avec les réalités du terrain va bientôt changer les choses. Le travail forcé, l’esclavage, les assassinats et autres atrocités obligent Morrison à défier la Compagnie du Kasaï (et donc l’État indépendant du Congo) et à enfreindre les règles officielles de sa propre Église[réf. nécessaire].
Morrison met au point une procédure de réponse aux violations des droits de l’homme. Cette procédure est expliquée dans son essai  « En quelles circonstances sommes-nous justifiés de rendre publics les rapports d’atrocités et autres formes d’injustice commises à l’encontre des indigènes ?» .[réf. nécessaire]
Sa méthode consiste à signaler les abus d’abord aux officiels locaux de la Compagnie du Kasaï. Si rien n’est fait, il s’en réfère alors aux autorités locales de l’État Indépendant. Ensuite, il s’adresse au Gouverneur Général à Boma. Et en dernier recours, il écrit en Belgique, à une haute autorité telle que le Ministre des colonies ou le Roi lui-même. Si ses protestations restent sans réponse, ce qui est souvent le cas, alors il se sent libre de dénoncer les outrages dans les magazines et les journaux, par des conférences, et au travers de l’Association pour la Réforme du Congo d’E.D. Morel".[réf. nécessaire]

## Commune
Le territoire compte une commune rurale de moins de 80 000 électeurs.
- Luebo, (7 conseillers municipaux)

## Secteurs
Le territoire de Luebo est organisé en 4 secteurs.
- Luebo-Kabambayi
- Luebo-Lulengele
- Luebo-Wedi
- Djokupunda